# FrontPage Magazine
FrontPage Magazine är en konservativ politisk tidskrift på Internet. Utgivare är David Horowitz. Den publiceras av David Horowitz Freedom Center (DHFC; tidigare The Center for the Study of Popular Culture), en stiftelse i Los Angeles, Kalifornien.

## Årets man hos FPM
1 januari 2007 utnämnde FrontPage Magazine Ignacio Ramos and Jose Compean till dess 2006 "Årets person 2006". De två agenterna från United States Border Patrol sköt en narkotikasmugglare Osvaldo Aldrete-Davila i skinkan nära den amerikansk-mexikanska gränsen och dömdes för attack med allvarlig kroppsskada, attack med dödligt vapen, avlossande av eldvapen i samband med våldsbrott, brott mot de  medborgerliga rättigheterna hos en illegal invandrare, och blockering av rättvisan "för att inte ha rapporterat avlossat vapen". De hade dömts till respektive 11 år och 1 dag och 12 års fängelse, och spärrades därefter in. FrontPage Magazine ansåg dem endast skyldiga till "byråkratiskt övertramp"; "dessa män har förlorat sina pengar, sitt rykte och (kanske snart) sin frihet i ett försök att skydda nationen. För det förtjänar de vårt tack."
FPM:s " Årets man" 2004 var John O'Neil, chefen för Swift Boat Veterans for Truth.
FPM:s "Årets man" 2003 var överste Allen B. West, tidigare befälhavare för 2:a bataljonen, 20:e fältartilleriregementet, 4:e infanteridivisionen, som hade bestraffats med böter på $5 000 och fått ta avsked med graden överstelöjtnant efter att ha anklagats för misshandel av en irakisk fånge. Tidskriften sade att West "hade gjort det nödvändiga för att skydda soldaterna under hans ledning från att bli den senaste rubriken som berättar om Fedayeens efterkrigssabotage".

## Redaktörer, krönikörer och bidragsgivare
- David Horowitz (Chefredaktör)
- Jamie Glazov (Ansvarig utgivare)
- Bat Ye'or
- Lawrence Auster
- Tammy Bruce
- Phyllis Chesler
- Nick Cohen
- Ann Coulter
- Alan Dershowitz
- Larry Elder
- Steven Emerson
- Fjordman
- Sean Gannon
- Billy Hallowell
- David Harsanyi
- P. David Hornik
- Oliver Kamm
- Lee Kaplan
- Martin Kramer
- Charles Krauthammer
- Dick Morris
- Ion Mihai Pacepa
- Walid Phares[5]
- Melanie Phillips
- Daniel Pipes
- Steven Plaut
- Patrick Poole[6][7]
- Dennis Prager
- Dan Rabkin
- Ronald Radosh
- Michael Reagan
- Stephen Schwartz
- Robert Spencer
- Kenneth R. Timmerman
- David A. Yeagley

## Kontroverser
Under 2007 kritiserades FrontPage Magazine för att ha publicerat en artikel som insisterade att vita kvinnor i USA var måltavlor för svarta våldtäktsmän. Artikelförfattaren blockerades därefter från att skriva i tidskriften.